# Eftimie de Tărnovo
Eftimie de Tărnovo sau Sfântul Eftimie de Tărnovo (în bulgară Свети Евтимий Търновски, transliterat: Sveti Evtimi Tărnovski; n. cca. 1325, Tărnovo - d. cca. 1402, Mănăstirea Bacikovo) a fost patriarhul Bulgariei între 1375 și 1393. Considerat ca un mare teolog și una dintre personalitățile majore ale Bulgariei medievale, el a fost ultimul conducător al Bisericii Ortodoxe Bulgare din timpul celui de-al Doilea Țarat Bulgar. Eftimie a avut un rol important în stabilirea unor reguli ortografice ale limbii bulgare și în corectarea cărților religioase și este cunoscut, de asemenea, ca fondator al celebrei Școli Literare de la Tărnovo, centrul intelectual major al Bulgariei medievale, și o figură autoritară a lumii ortodoxe a vremii sale. A fost canonizat ca sfânt și este prăznuit pe 20 ianuarie.

## Biografie

### Tinerețea și intrarea în monahism
S-a născut în jurul anului 1325 la Tărnovo, capitala celui de-al Doilea Țarat Bulgar, și se presupune că provenea dintr-o familie nobilă. Eftimie a fost educat în școlile mănăstirești din oraș și din împrejurimile sale și apoi a devenit călugăr. În jurul anului 1350 a intrat în Mănăstirea Kilifarevo, atras de renumele de sfințenie al egumenului Teodosie de Tărnovo. A devenit ucenicul apropiat al lui Teodosie, iar prin 1362 cei doi au plecat împreună la Constantinopol, unde Teodosie a murit la scurt timp în Mănăstirea Sf. Mamant sau, după alte surse, la Mănăstirea Studion.

### Viață monahală în Imperiul Bizantin
După moartea părintelui său spiritual, Eftimie a rămas un timp la Mănăstirea Sf. Mamant și în jurul anului 1365 s-a stabilit mai târziu în Mănăstirea Marea Lavră a Sfântului Atanasie Athonitul, fiind influențat de teologii și reformatorii vieții religioase ai Europei de Sud-Est precum Grigorie Sinaitul, Grigorie Palama, Callistus Philotheus și Ioan Cucuzel. Acolo s-a îndeletnicit cu copierea manuscrisurilor și a învățat practica isihasmului. După câteva luni petrecute în Marea Lavră, s-a retras ca eremit în Turnul Selina, aflat între mănăstirile Zografu și Esfigmenu.
Ulterior, fără a se ști precis când, s-a mutat în mănăstirea bulgărească Zografu, unde și-a continuat activitatea de copist și de scriitor religios. Acolo a devenit conștient de greșelile existente în cărțile liturgice bulgărești, din cauza erorilor de traducere din limba greacă în limba bulgară (cărțile liturgice ale vremii în vigoare în Biserica Ortodoxă Bulgară erau traduse din greacă) generate de neînțelegerea termenilor sau de incompetența traducătorilor și copiștilor, și a plănuit să le corecteze. Eftimie era, de asemenea, bine familiarizat cu literatura bizantină contemporană și credea că atât puritatea credinței ortodoxe, cât și educația și moralitatea publică depindeau de acuratețea traducerii textelor liturgice.
Unele surse susțin că, după moartea țarului Ioan Alexandru (1331-1371), Eftimie ar fi fost trimis în exil pe insula Lemnos de către împăratul bizantin Ioan al V-lea Paleologul, informație pe care alți istorici o consideră discutabilă.

### Întoarcerea în Bulgaria și alegerile patriarhale
În jurul anului 1371 s-a întors în Bulgaria și a devenit stareț al mănăstirii patriarhale a Sfintei Treimi, fondate recent de țarul Ioan Alexandru la aproximativ 3 km nord de orașul Tărnovo. Acolo a pus bazele unei școli literare, care a ajuns un centru major al culturii bulgare și a avut o mare influență asupra literaturii bulgare medievale. Eftimie a stabilit reguli de ortografie și standarde literare și a corectat traducerile cărților religioase (inclusiv Sfânta Scriptură), prin confruntarea cu textul original grecesc. Aceste texte corectate au devenit, de asemenea, modele pentru bisericile ortodoxe care foloseau limba slavonă: Serbia, România și Rusia. Influența semnificativă a lui Eftimie asupra culturii bulgare medievale l-a determinat pe Grigore Țamblac să-l asemene cu un al doilea Moise, care a aruncat cărțile vechi și a introdus cărți noi, luptând astfel împotriva ereziilor.
În 1375, după moartea patriarhului Ioanichie, Eftimie a fost ales ca succesor pe tronul patriarhal. Patriarhul Eftimie a devenit foarte cunoscut în lumea ortodoxă, iar numeroși mitropoliți și egumeni i s-au adresat pentru a-i cere opinia în diferite chestiuni teologice. A purtat corespondență, printre alții, cu Nicodim de la Tismana. Câțiva dintre ucenicii săi au devenit clerici cunoscuți, precum Ciprian de Kiev, care a ajuns mai târziu mitropolit (1381-1382, 1390-1406), sau Grigore Țamblac, viitor mitropolit al Kievului (1414-1420) și biograf al său.

### Invazia otomană și sfârșitul vieții
În primăvara anului 1393 fiul sultanului otoman Baiazid I, Suleyman Çelebi, a asediat capitala bulgară Tărnovo cu forțe militare considerabile. Din moment ce țarul Ivan Șișman se afla departe de oraș, conducând rămășițele trupelor sale retrase în cetatea Nicopole, patriarhul Eftimie a condus apărarea orașului Tărnovo. După un asediu de trei luni, otomanii au capturat capitala la 17 iulie 1393 în ciuda rezistenței dârze a bulgarilor; Grigore Țamblac a sugerat câțiva ani mai târziu că pătrunderea otomanilor s-a datorat trădării locuitorilor necreștini ai orașului.
Ioasaf din Vidin, mitropolitul Vidinului, un martor al acelor evenimente, le-a descris astfel: „A avut loc o mare invazie musulmană și a fost realizată o distrugere totală a acestui oraș și a împrejurimilor sale”. Orașul a fost prădat și o mare parte a populației a fost dusă în robie. Potrivit lui Grigore Țamblac, bisericile au fost transformate în moschei, preoții au fost alungați și înlocuiți cu „profesori de nerușinare”. Au fost uciși 110 de cetățeni importanți din Tărnovo, în special boieri, iar patriarhul Eftimie a fost trimis în exil în provincia Macedonia (Tracia contemporană), probabil la Mănăstirea Bacikovo de la poalele Munților Rodopi. Anunțarea exilării sale forțate a provocat agitație în rândul populației, iar o mulțime de oameni s-a adunat la porțile orașului pentru a-l vedea ultima oară și a primi binecuvântarea sa. Hagiografiile susțin că Eftimie ar fi fost anterior arestat și condamnat la moarte de către otomani, dar, potrivit tradiției, în momentul execuției, mâinile călăului său au înțepenit brusc și sabia a căzut la pământ, așa că otomanii l-au grația și l-au trimis în exil.
Se presupune că patriarhul Eftimie a murit la Mănăstirea Bacikovo în jurul anului 1402, deși există îndoieli cu privire la locul exact al morții sale. Patriarhia de Tărnovo a încetat să mai existe, deoarece Biserica Ortodoxă Bulgară și-a pierdut autocefalia și a devenit subordonată Patriarhiei Constantinopolului până în 1870.
Eftimie a fost ultimul patriarh bulgar până la restaurarea autocefaliei Bisericii Ortodoxe Bulgare în 1870. Este prăznuit pe 20 ianuarie, la fel ca omonimul său, Sfântul Eftimie cel Mare.

## Activitatea desfășurată

### Sprijinireaisihasmului
Patriarhul Eftimie a fost apărătorul isihasmului împotriva filozofiei raționaliste și a luptat pentru unitatea religioasă în fața ereziilor și împotriva decăderii morale.

### Traduceri și unificarea limbii bulgare
Cronicarul medieval bulgar Constantin Kostenețchi susține în studiul filologic Skazanije o pismenah (c. 1420) că Eftimie a încercat să unifice limba bulgară, împărțită în diferite dialecte, și să introducă reguli care să influențeze limba vorbită. Această reformă ortografică a distanțat limba scrisă și limba vorbită, păstrând în același timp caracteristicile limbii slave vechi. A creat o limbă literară unitară purificată de arhaisme și de regionalisme, stabilind un standard lingvistic.

### Scrierile Sfântului Eftimie
Nu se cunoaște numărul exact al scrierilor și traducerilor realizate de patriarhul Eftimie, deoarece multe dintre ele au fost pierdute sau distruse în timpul ocupației otomane, dar 15 scrieri sunt recunoscute ca fiind operele sale. În afară de traduceri, el a mai scris panegirice și hagiografii. El este autorul hagiografiilor unor sfinți locali precum cuvioasele Filoteia și Parascheva (Petka), starețul Ioan de la Rila sau episcopul Ilarion de Moglena, cel care i-a creștinat pe bogomili, și al panegiricului Sfinților Constantin și Elena dedicat țarului Ioan Șișman.
Scrierile lui Eftimie au pătruns în țările române, iar două hagiografii și trei panegirice, provenite probabil pe filiera mănăstirii Zografu, au fost copiate la Mănăstirea Neamț în 1438 și 1441. Acestea au fost printre puținele scrieri religioase slavone care au circulat până la mijlocul secolului al XV-lea în țările române și nu au fost traduse din greacă, provenind direct de la slavii balcanici.

## Perpetuarea memoriei Sfântului Eftimie
- Mai multe biserici au fost dedicate Sfântului Eftimie în întreaga lume.[24]
- Piscul stâncos Saint-Evtimiy Crag de pe Insula Livingston din Arhipelagul Shetland de Sud, a fost numit în onoarea sa.
- Străzi care îi poartă numele există astăzi în mai multe orașe din Bulgaria, iar statui ale sale au fost înălțate în special la Sofia și Tărnovo.[25]